# I Want You Back (film 2022)
I Want You Back è un film del 2022 diretto da Jason Orley.
La pellicola, scritta da Isaac Aptaker ed Elizabeth Berger, è interpretata da Charlie Day e Jenny Slate, nei panni di due sconosciuti, recentemente scaricati, che si alleano per sabotare le nuove relazioni dei loro ex (Gina Rodriguez e Scott Eastwood). Nel cast anche Manny Jacinto, Clark Backo e Mason Gooding.
È stato pubblicato in digitale l'11 febbraio 2022 da Amazon Studios.

## Trama
Ad Atlanta, i trentenni Peter ed Emma sono stati scaricati dai loro partner. La ragazza di Peter, Anne, si sente soffocata dal compiacimento della loro relazione in corso da 6 anni, e il fidanzato di Emma, Noah, è scoraggiato dalla sua mancanza di responsabilità. Sono devastati dagli abbandoni e, dopo un incontro casuale, diventano amici e cercano di aiutarsi a vicenda a superare i loro problemi.
Mentre guarda Con Air, Emma si intristisce e dice a Peter che Noah era la persona che la voleva aiutare con la maschera per l'ossigeno di emergenza su un aereo prima di pensare a se stesso. Così escogitano una strategia per riconquistare i loro ex cercando di interrompere le loro nuove relazioni. Emma sedurrà il nuovo fidanzato di Anne, Logan, e Peter ha intenzione di fare amicizia con Noah per convincerlo a rompere con la sua nuova ragazza Ginny.
Peter convince Noah a diventare il suo personal trainer, mentre Emma si offre volontaria per la produzione scolastica di Logan di Little Shop of Horrors. Anche Peter ed Emma si avvicinano; lui rivela il suo sogno di aprire una propria casa di riposo e lei ammette che la sua mancanza di ambizione è dovuta alla malattia terminale di suo padre. Peter e Noah legano, mentre Emma impressiona con successo Logan fingendo di condividere il suo amore per il teatro. Aiuta anche uno studente in difficoltà, Trevor, fornendogli una guida per affrontare la relazione extraconiugale di suo padre.
Noah porta Peter in una discoteca per incontrare delle donne. Invitato a casa da tre ragazze del club, Noah è riluttante ma Peter lo convince ad andare. A malincuore, entrambi prendono MDMA ma scoprono che le ragazze sono minorenni. Dopo essere fuggito, Noah dice a Peter che farà la proposta a Ginny, con sgomento di Peter. Nel frattempo, Emma stordisce Logan con un'appassionata esibizione di "Suddenly, Seymour".
Il piano culmina con Emma che suggerisce un ménage a tre con Logan e Anne; Logan è interessato mentre Anne è esitante. Peter irrompe da Ginny e Noah per portare false prove dell'infedeltà di Noah ma non può farlo e assiste alla proposta sincera di Noah. Mentre Emma tenta il trio, Anne esprime il suo disagio e se ne va. Peter dice a Emma del fidanzamento di Noah e poiché sta riprendendo la sua relazione con Anne, interrompe con rimorso i contatti con Emma, che ha il cuore spezzato.
All'insaputa di entrambi, Peter ed Emma sono entrambi invitati al matrimonio di Noah a Savannah e portano Anne e Logan. Peter ed Emma si rimettono insieme goffamente, e lei rivela che si è trasferita e sta studiando per diventare una consulente scolastica. Segue un incontro imbarazzante tra tutti e Peter si rende conto che Anne non ha mai creduto in lui, mentre Emma lo ha fatto, cosa che induce a confessare il suo amore per lei davanti a tutti. Emma rivela che hanno cospirato per rompere le nuove unioni l'uno dell'altro, ma non ricambia i sentimenti per Peter. Anne e Logan rompono con Peter ed Emma mentre Ginny chiede di annullare il previsto matrimonio e Noah prende a pugni Peter.
In un hotel la mattina seguente, Peter e Anne si riconciliano e concordano sul fatto che non dovrebbero stare insieme. Emma si scusa con Noah, rendendosi finalmente conto che non erano compatibili.
Peter ed Emma si imbarcano sullo stesso volo per tornare a casa, casualmente seduti dall'altra parte del corridoio l'uno rispetto all'altro. Una forte turbolenza fa cadere le maschere dell'ossigeno e Peter si precipita fuori dal suo posto per aiutare Emma a indossare la maschera prima di indossare la sua. Dopo la fine della turbolenza, Peter ed Emma si sorridono.

## Produzione
Nel febbraio 2021, Jenny Slate e Charlie Day sono stati confermati come protagonisti di I Want You Back, una commedia romantica in uscita dagli Amazon Studios. Jason Orley è stato anche annunciato come regista e che avrebbe adattato una sceneggiatura scritta da Isaac Aptaker ed Elizabeth Berger. Charlie Day, Adam Londy e Bart Lipton sono i produttori esecutivi di The Safran Company e The Walk-Up Company. Le riprese principali sono iniziate nel marzo 2021 ad Atlanta, in Georgia. Il 16 aprile 2021 è stato annunciato che la Savannah Regional Film Commission ha affermato che erano necessarie comparse per quattro giorni di riprese a Savannah dal 27 al 30 aprile. Altri luoghi includono il ristorante Publico e il Plaza Theatre ad Atlanta e la piazza omonima a Decatur.

## Distribuzione
I Want You Back è stato pubblicato online l'11 febbraio 2022.

## Accoglienza
Sull'aggregatore web Rotten Tomatoes, 87% dei 116 critici hanno dato pareri positivi, e il film ha ottenuto un rating di 6,8/10. Sul sito web è scritto, "Con un cast stellare che interpreta personaggi a tutto tondo, I Want You Back è una rara commedia romantica che trasmette la sua storia d'amore con la stessa abilità della commedia." Su Metacritic, il film ha ottenuto pareri favorevoli del 61% basati su 22 critici, con "critiche generalmente favorevoli".
Michael Phillips del Chicago Tribune ha assegnato al film 3 stelle su 4 e ha scritto: "I Want You Back ci ricorda il valore delle commedie romantiche confrontato con la realtà, per non parlare degli artisti nell'ordine di Charlie Day e Jenny Slate".